# Deutsche Cadre-71/2-Meisterschaft 2022/23

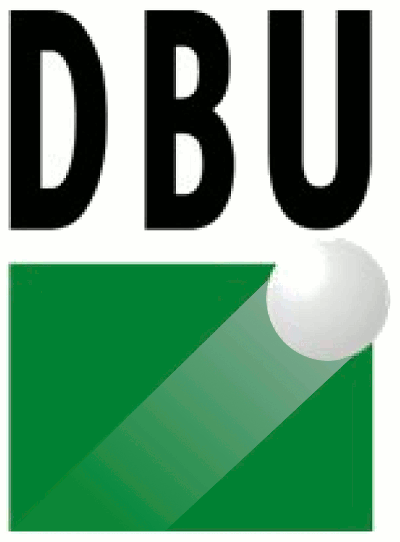
Logo DBU (ausrichtender Verband)

Veranstaltungsort: Herten

Die Deutsche Cadre-71/2-Meisterschaft 2022/23 ist eine Billard-Turnierserie und fand vom 19. bis zum 20. Mai 2023 in Herten zum 72. Mal statt.

## Geschichte
Für den Hamburger Arnd Riedel, der aus familieren Gründen die Meisterschaft absagen musste, spielte der Bochumer Peter Berger. Zum ersten Mal erzielte der Langendammer Sven Daske im Cadre 71/2 einen Generaldurchschnitt (GD) von 50,00 Punkten. Er reihte sich damit in die sehr erfolgreiche Vergangenheit deutscher Cadre-71/2-Spieler ein. Nach seiner eher mäßigen Leistung am Tag zuvor im Cadre 47/2 untermauerte er hiermit seine internationale Klasse. Die Plätze zwei und drei belegten Markus Melerski und Thomas Berger.

## Modus
Gespielt wurde im Round-Robin-Modus bis 200 Punkte oder 15 Aufnahmen.
Die Endplatzierung ergab sich aus folgenden Kriterien:
1. Matchpunkte
2. Generaldurchschnitt (GD)
3. Bester Einzeldurchschnitt (BED)
4. Höchstserie (HS)

## Teilnehmer (nach Ausgangsklassement)
1. Sven Daske (SCB Langendamm), Titelverteidiger
2. Markus Melerski (Bfr. Schwelm) (GD 18,00)
3. Christian Pöther (ABC Merklinde) (GD 16,88)
4. Thomas Berger (DBC Bochum) (Nachrücker für Arnd Riedel)

## Turnierverlauf
| Name             | MP  | Pkte | Aufn. | ED    | HS  |
| ---------------- | --- | ---- | ----- | ----- | --- |
| 1. Spielrunde    |     |      |       |       |     |
| Sven Daske       | 2:0 | 200  | 3     | 66,66 | 102 |
| Thomas Berger    | 0:2 | 47   | 3     | 15,67 | 20  |
| Markus Melerski  | 2:0 | 200  | 6     | 33,33 | 78  |
| Christian Pöther | 0:2 | 73   | 6     | 12,17 | 56  |

| Name             | MP  | Pkte | Aufn. | ED     | HS  |
| ---------------- | --- | ---- | ----- | ------ | --- |
| 2. Spielrunde    |     |      |       |        |     |
| Sven Daske       | 2:0 | 200  | 2     | 100,00 | 155 |
| Markus Melerski  | 0:2 | 42   | 2     | 21,00  | 31  |
| Christian Pöther | 0:2 | 131  | 11    | 11,91  | 31  |
| Thomas Berger    | 2:0 | 200  | 11    | 18,18  | 55  |

| Name             | MP  | Pkte | Aufn. | ED    | HS  |
| ---------------- | --- | ---- | ----- | ----- | --- |
| 3. Spielrunde    |     |      |       |       |     |
| Sven Daske       | 2:0 | 200  | 7     | 28,57 | 177 |
| Christian Pöther | 0:2 | 112  | 7     | 16,00 | 34  |
| Markus Melerski  | 2:0 | 146  | 15    | 9,73  | 36  |
| Thomas Berger    | 0:2 | 115  | 15    | 7,67  | 46  |

## Abschlusstabelle
| MP    | Match Points (Sieger = 2; Unentschieden = 1; Verlierer = 0) |
| Pkte. | Erzielte Karambolagen                                       |
| Aufn. | Benötigte Versuche                                          |
| GD    | Generaldurchschnitt                                         |
| BED   | Bester Einzeldurchschnitt eines Spielers                    |
| HS    | Höchstserie                                                 |
|       | Bester GD des Turniers                                      |
|       | Bester ED des Turniers                                      |
|       | Beste HS des Turniers                                       |
|       | 1. Platz (Gold)                                             |
|       | 2. Platz (Silber)                                           |
|       | 3. Platz (Bronze)                                           |

| Klassement                 | Klassement       | Klassement | Klassement | Klassement | Klassement | Klassement | Klassement |
| Platz                      | Name             | MP         | Pkte.      | Aufn.      | GD         | BED        | HS         |
| -------------------------- | ---------------- | ---------- | ---------- | ---------- | ---------- | ---------- | ---------- |
| 1                          | Sven Daske       | 6:0        | 600        | 12         | 50,00      | 100,00     | 177        |
| 2                          | Markus Melerski  | 4:2        | 388        | 23         | 16,87      | 33,33      | 78         |
| 3                          | Thomas Berger    | 2:4        | 362        | 29         | 12,48      | 18,18      | 55         |
| 4                          | Christian Pöther | 0:6        | 316        | 24         | 13,17      | –          | 56         |
| Turnierdurchschnitt: 18,93 |                  |            |            |            |            |            |            |